# Shirley Bloomer
Shirley Juliet Bloomer Brasher, angleška tenisačica, * 13. junij 1934, Grimsby, Anglija.
Največji uspeh v karieri je dosegla z zmago v posamični konkurenci na turnirju za Amatersko prvenstvo Francije leta 1957, ko je v finalu premagala Dorothy Head Knode, v finale se je uvrstila tudi leto za tem, ko jo je premagala Zsuzsi Körmöczy. Na turnirjih za Nacionalno prvenstvo ZDA se je najdlje uvrstila v polfinale leta 1956, na turnirjih za Prvenstvo Anglije pa v četrtfinale v letih 1956 in 1958. V konkurenci ženskih dvojic je enkrat osvojila Amatersko prvenstvo Francije, na turnirjih za Prvenstvo Anglije in Amatersko prvenstvo Francije pa se je uvrstila v finale. Enkrat je osvojila turnir za Amatersko prvenstvo Francije tudi v konkurenci mešanih dvojic. Dvakrat je osvojila Wightmanov pokal.

## Finali Grand Slamov

### Posamično (2)

#### Zmage (1)
| Leto | Turnir                       | Nasprotnica v finalu | Rezultat finala |
| 1957 | Amatersko prvenstvo Francije | Dorothy Head Knode   | 6–1, 6–3        |

#### Porazi (1)
| Leto | Turnir                       | Nasprotnica v finalu | Rezultat finala |
| 1958 | Amatersko prvenstvo Francije | Zsuzsi Körmöczy      | 4–6, 6–1, 2–6   |

### Ženske dvojice (3)

#### Zmage (1)
| Leto | Turnir                       | Partnerica   | Nasprotnici v finalu     | Rezultat finala |
| 1957 | Amatersko prvenstvo Francije | Darlene Hard | Yola Ramírez Rosie Reyes | 7–5, 4–6, 7–5   |

#### Porazi (2)
| Leto | Turnir                       | Partnerica | Nasprotnici v finalu          | Rezultat finala |
| 1955 | Amatersko prvenstvo Francije | Pat Ward   | Beverly Baker Darlene Hard    | 5–7, 8–6, 11–13 |
| 1955 | Prvenstvo Anglije            | Pat Ward   | Angela Mortimer Anne Shilcock | 5–7, 1–6        |

### Mešane dvojice (1)

#### Zmage (1)
| Leto | Turnir                       | Partner            | Nasprotnika v finalu      | Rezultat finala |
| 1958 | Amatersko prvenstvo Francije | Nicola Pietrangeli | Lorraine Coghlan Bob Howe | 8–6, 6–2        |